# Otto Risse
Otto Hans Heinrich Risse (* 1. Oktober 1898 in Kiel; † 3. Januar 1989) war ein deutscher Architekt.

## Leben
Otto Risse war nach Studium und Referendariat zunächst als Regierungsbaumeister (Assessor) im Staatsdienst tätig, später gab er die Beamtenlaufbahn auf und betätigte sich als freischaffender Architekt. Er errichtete in Berlin zunächst zahlreiche kirchliche Bauten. Nach dem Zweiten Weltkrieg schuf er, zumeist in Zusammenarbeit mit seinem Partner Hans Geber (1889–1973), in dieser Stadt bedeutende Beispiele der Nachkriegsmoderne, unter anderem auch für die Freie Universität Berlin.
Während seines Studiums wurde er Mitglied im Akademischen Verein Motiv, für den er 1968 das Korporationshaus entwarf.

## Bauten
(alle in Berlin)
- 1929–1930: Verwaltungsgebäude der Allgemeinen Ortskrankenkasse (AOK) in Niederschöneweide, Fennstraße 5/6 (mit Kurt Vogeler)[3]
- 1935: Umbau eines Ausflugslokals zur Hindenburg-Gedächtnis-Kirche (seit 1946 Apostel-Paulus-Kirche) in Hermsdorf, Wachsmuthstraße 28[4]
- 1937: Ernst-Moritz-Arndt-Gemeindeheim (gen. „Zwiebelturmkirche“) in Altglienicke, Rosestraße 42[5]
- 1937: Paul-Gerhardt-Gemeindeheim in Bohnsdorf, Reihersteg 36[6]
- 1937: Theodor-Fliedner-Heim in Mahlsdorf, Schrobsdorffstraße 35/36[7]
- 1943: Eigenes Wohn- und Atelierhaus in Zehlendorf, Laehrstraße 1[8]
- 1952: Büro- und Geschäftshaus Bayer-Haus in Charlottenburg, Kurfürstendamm 178/179 (mit Geber)[9][10][11][12]
- 1955: Hoechst-Haus in Charlottenburg, Hardenbergstraße 11 / Steinplatz 1 (mit Geber)
- 1956: Geschäftshaus der Hamburg-Mannheimer Versicherung in Charlottenburg, Kurfürstendamm 32 (mit Geber)[13]
- 1958: Gebäude der Wirtschafts- und Sozialwissenschaftlichen Fakultät der Freien Universität Berlin in Dahlem, Garystraße 21 (mit Geber)[14]
- 1959: Gebäude der Juristischen Fakultät der Freien Universität Berlin in Dahlem, Van't-Hoff-Straße 8 (mit Geber)[15]
- 1960: Hoffnungskirche in Tegel, Tile-Brügge-Weg 49
- 1961: Stephanus-Kirche in Zehlendorf, Hochbaumstraße 78 (mit Geber)
- 1963: Gebäude für Anorganische und Analytische Chemie der Freien Universität Berlin in Dahlem, Fabeckstraße 34/36 (mit Geber)
- 1964: Helmuth-James-von-Moltke-Grundschule in Charlottenburg, Heckerdamm 221 (mit Geber und Hans Bandel)
- 1968: Neubau einer Stadtmissionskirche, Johanniterstraße 2 (mit Geber)[16]
- 1968: Verbindungshaus des AV Motiv in Charlottenburg, Leibnizstraße 14
- 1972: Raiffeisenhaus in Charlottenburg, Ernst-Reuter-Platz 3–5 (mit Geber)

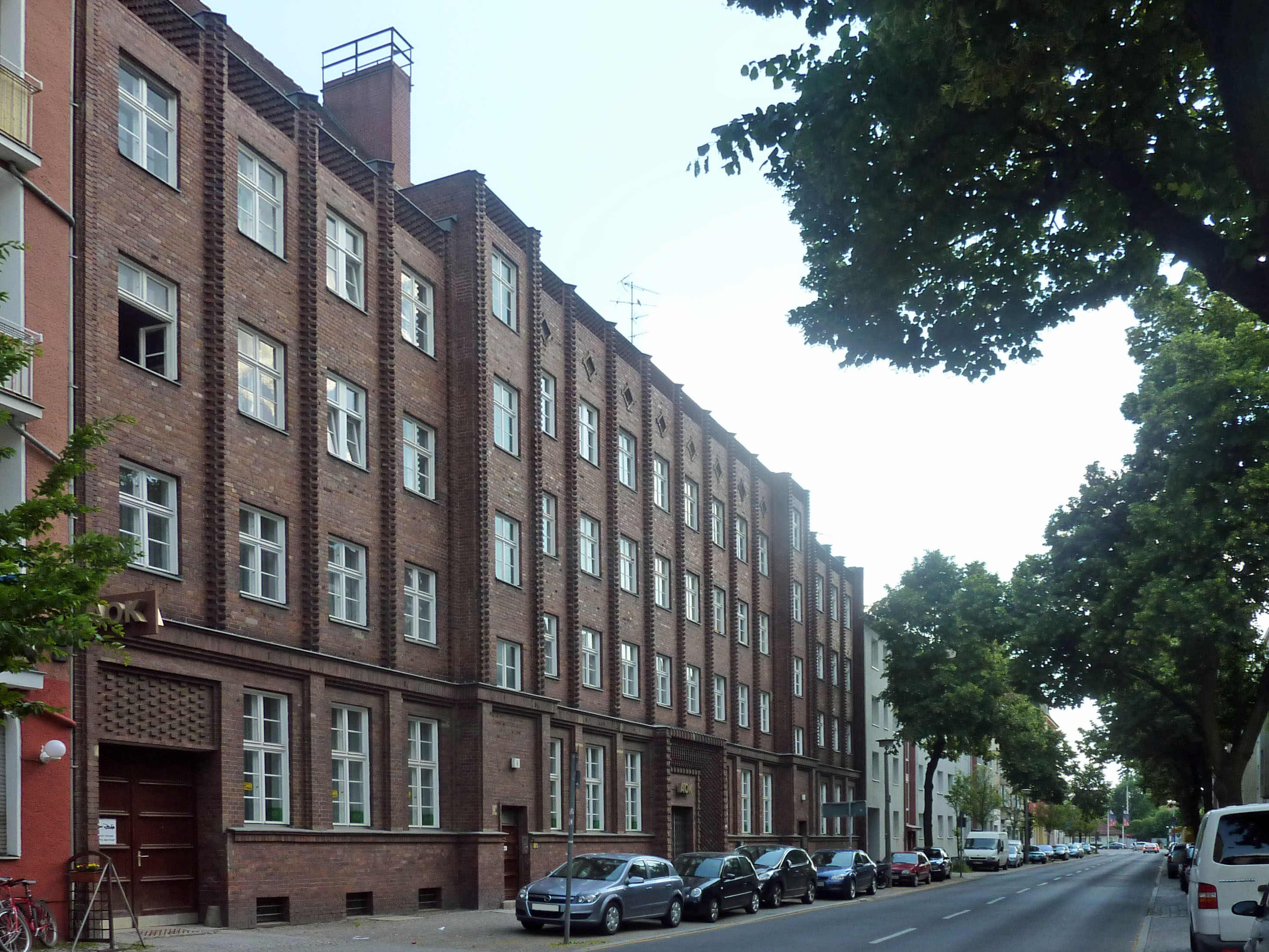
AOK Fennstraße
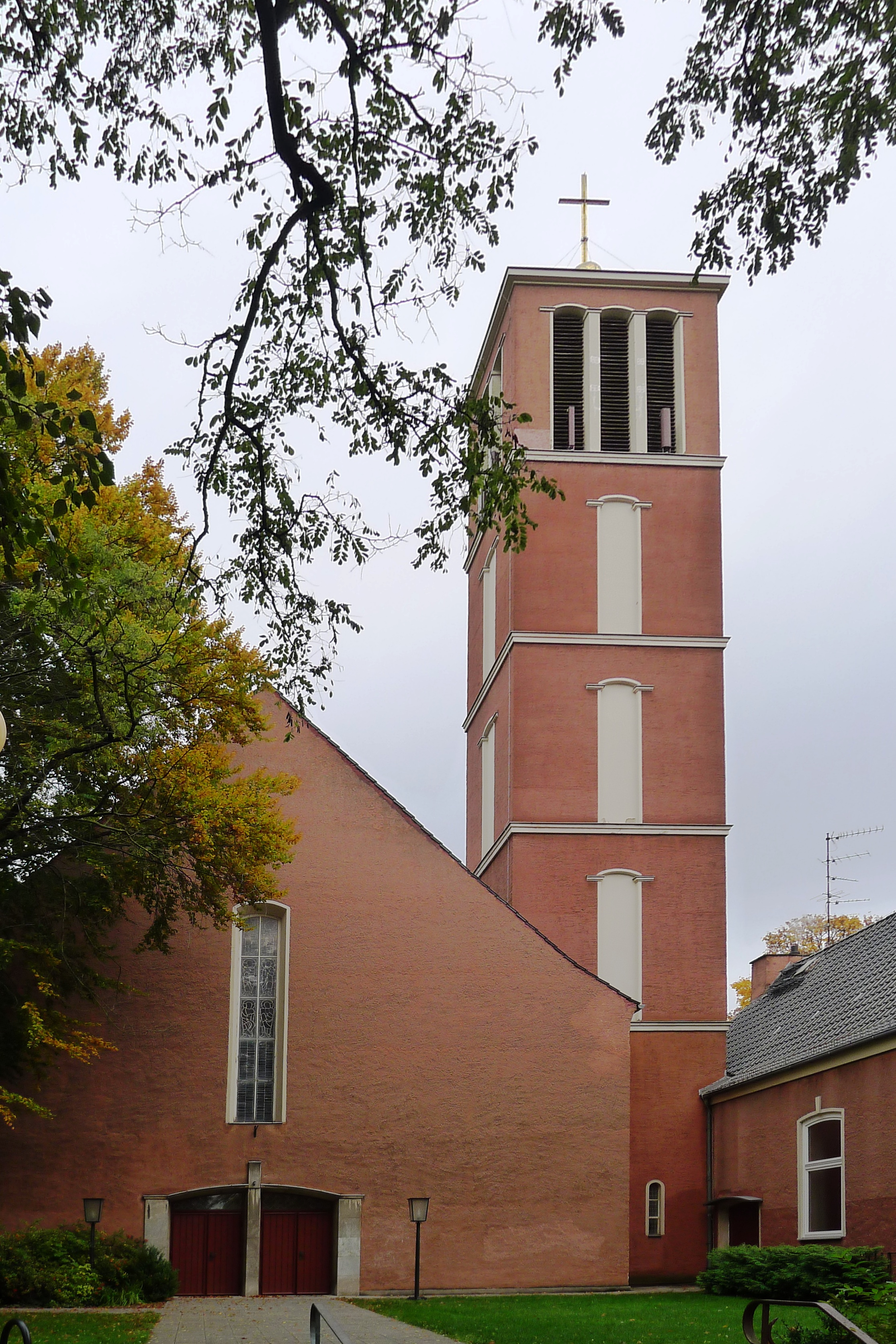
Hindenburg-Gedächtniskirche
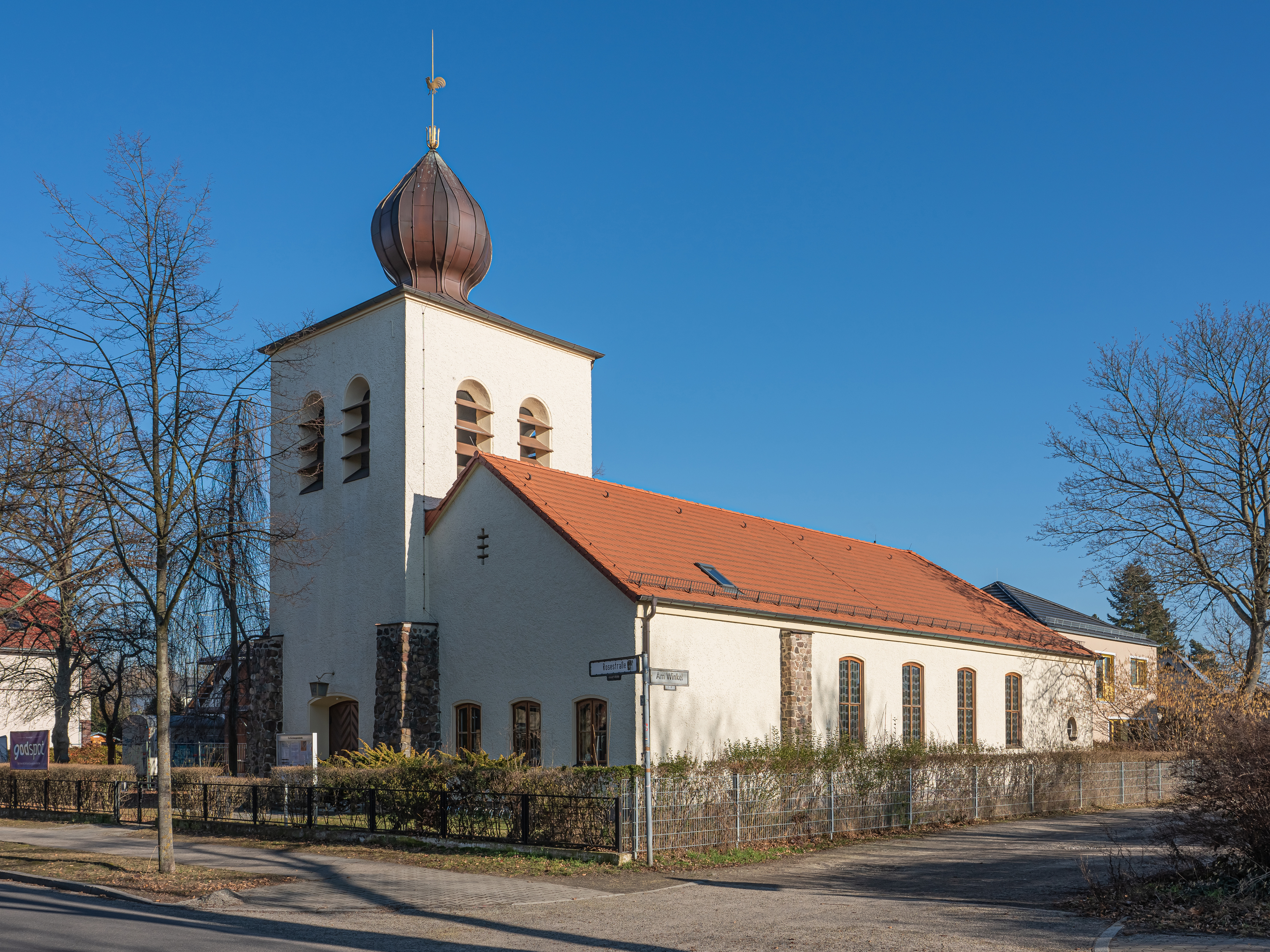
„Zwiebelturmkirche“
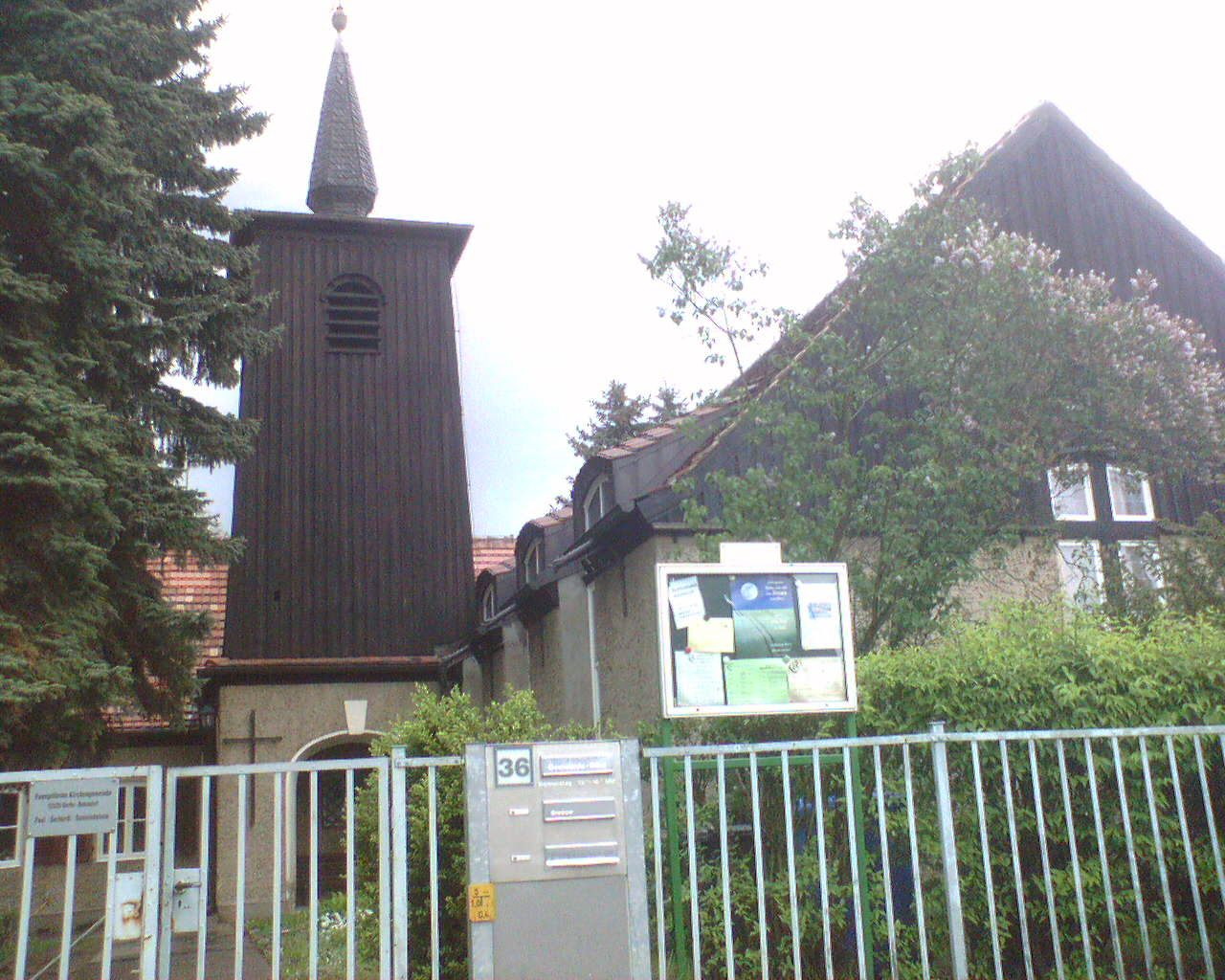
Paul-Gerhardt-Gemeindeheim
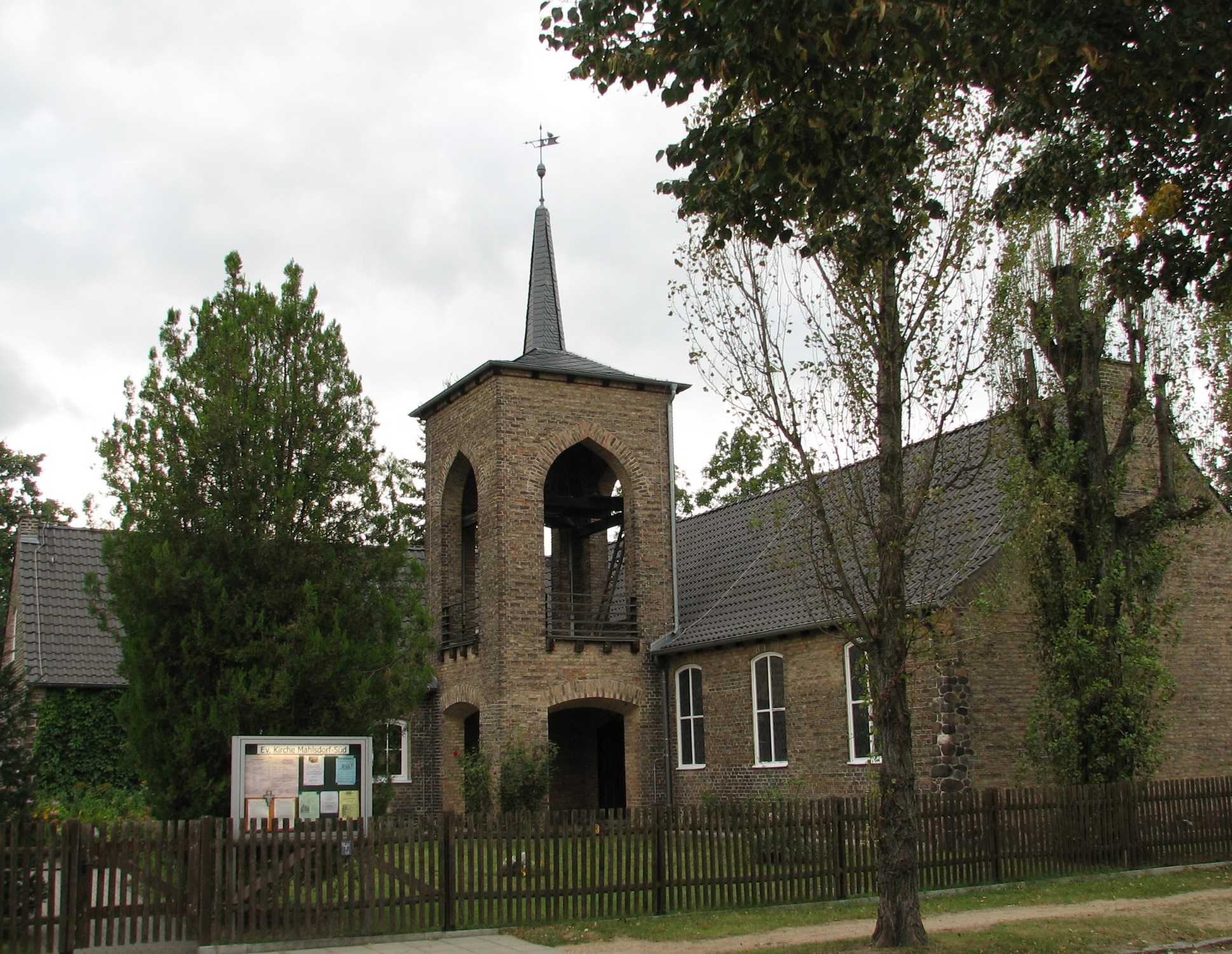
Theodor-Fliedner-Gemeindeheim
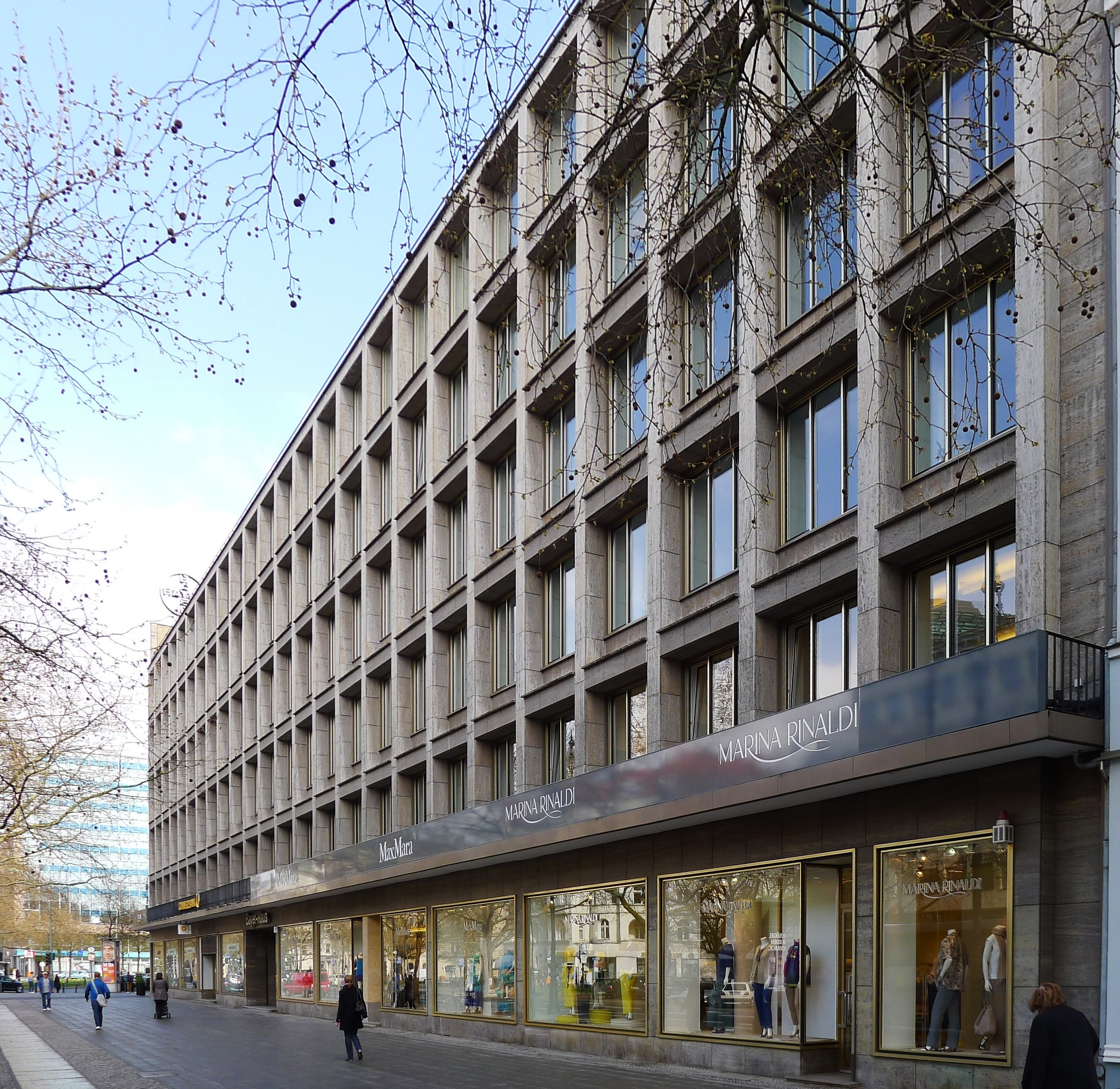
Bayer-Haus
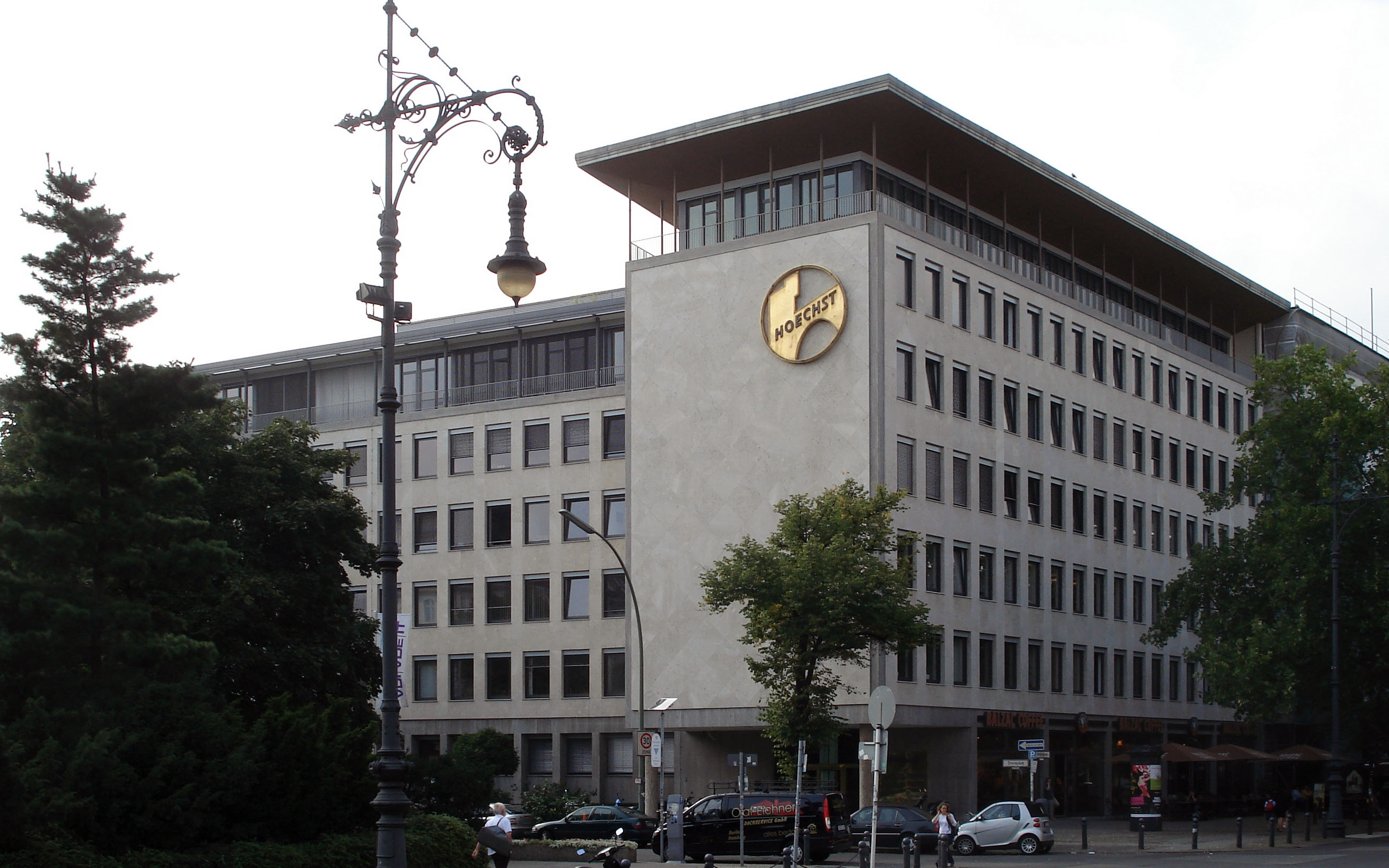
Hoechst-Haus
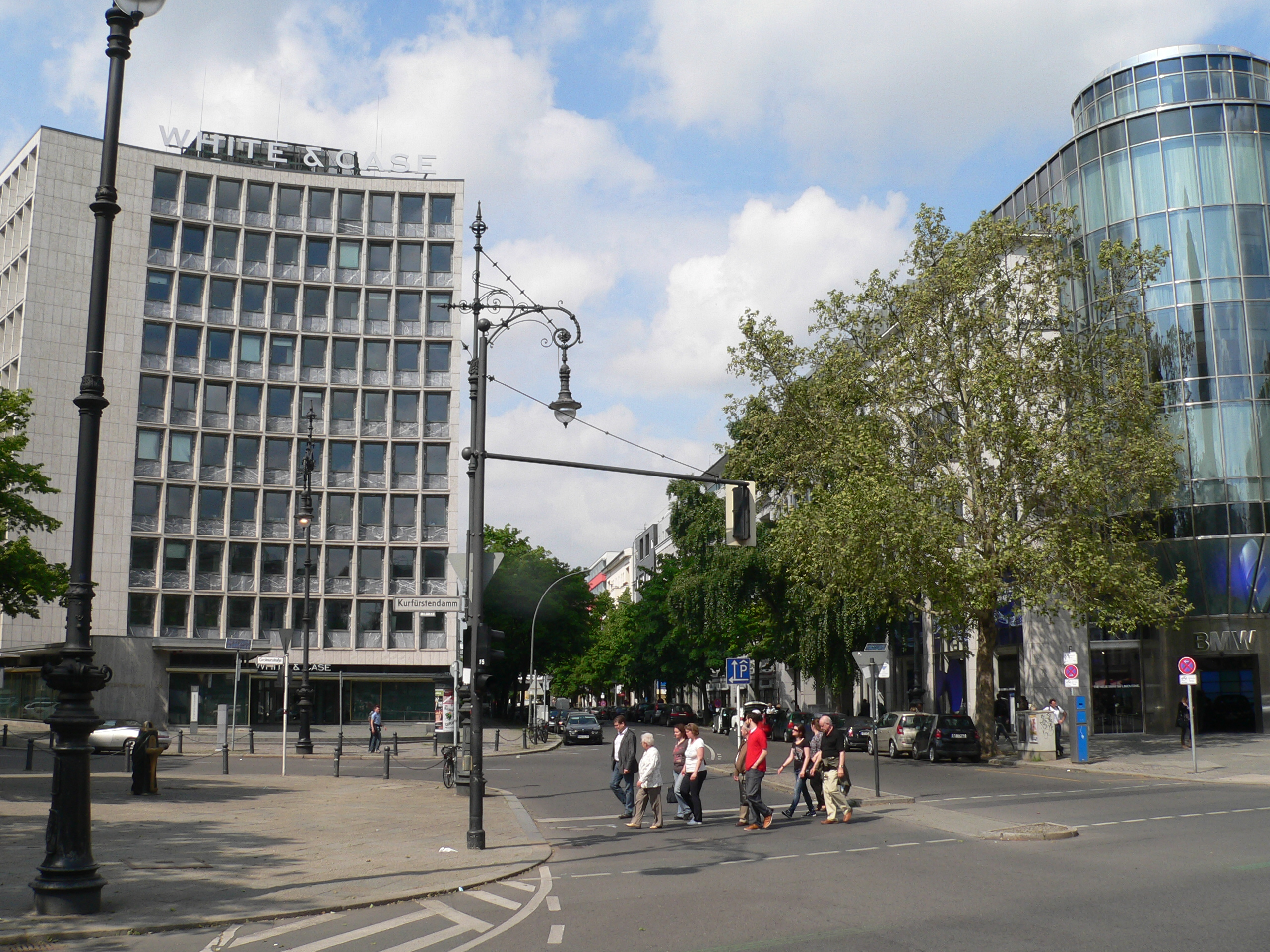
Hamburg-Mannheimer
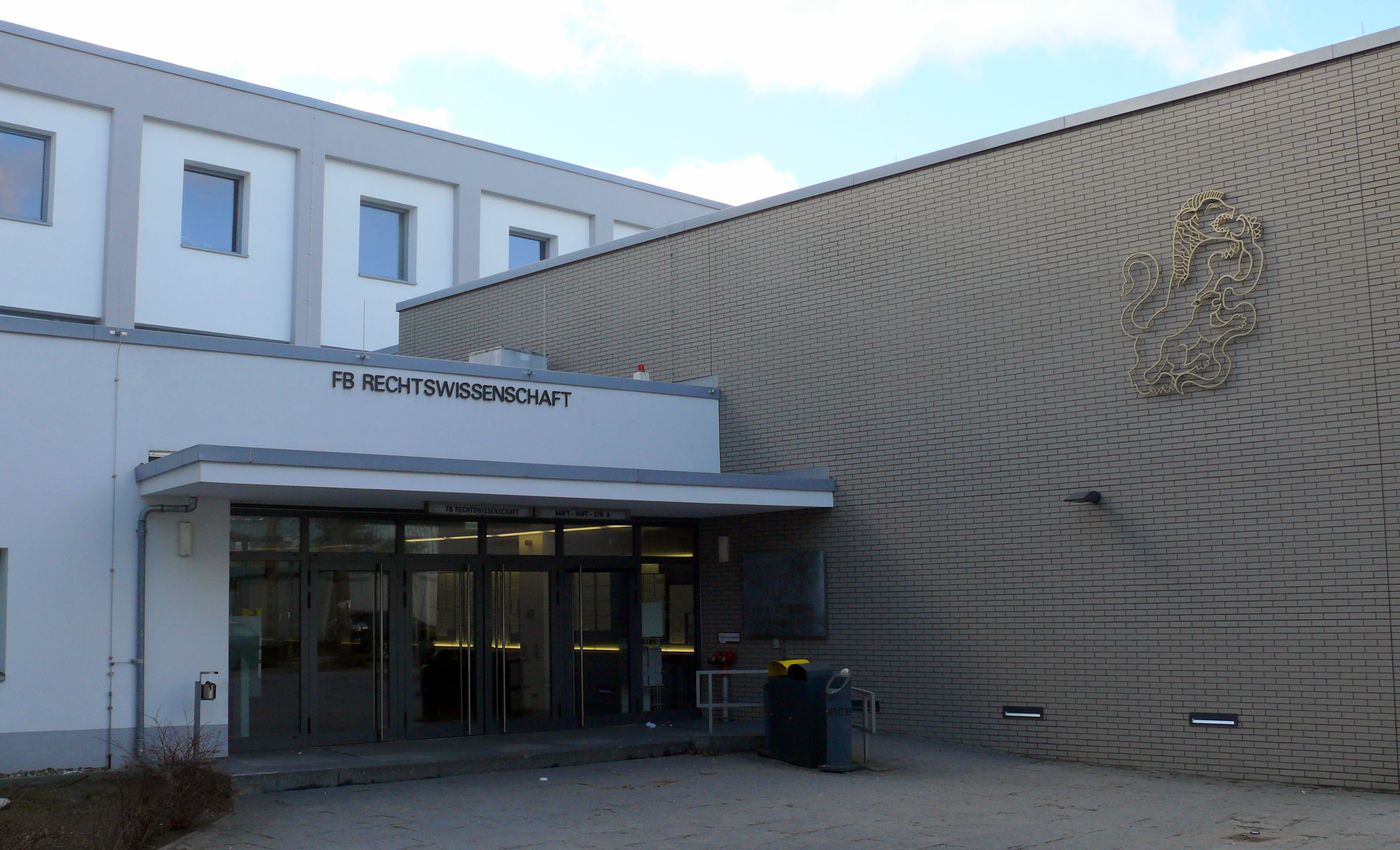
Juristische Fakultät der FU Berlin
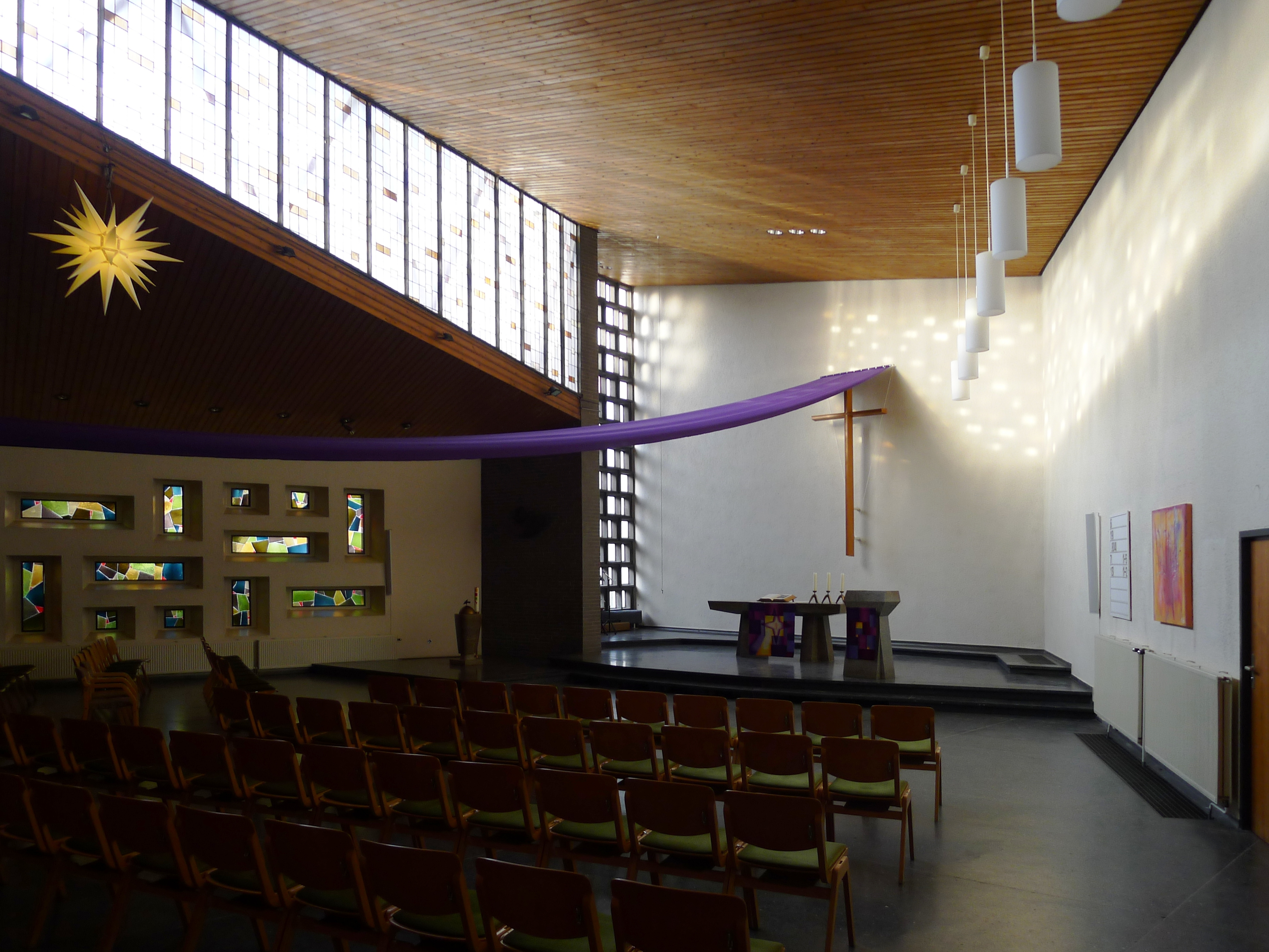
Hoffnungskirche
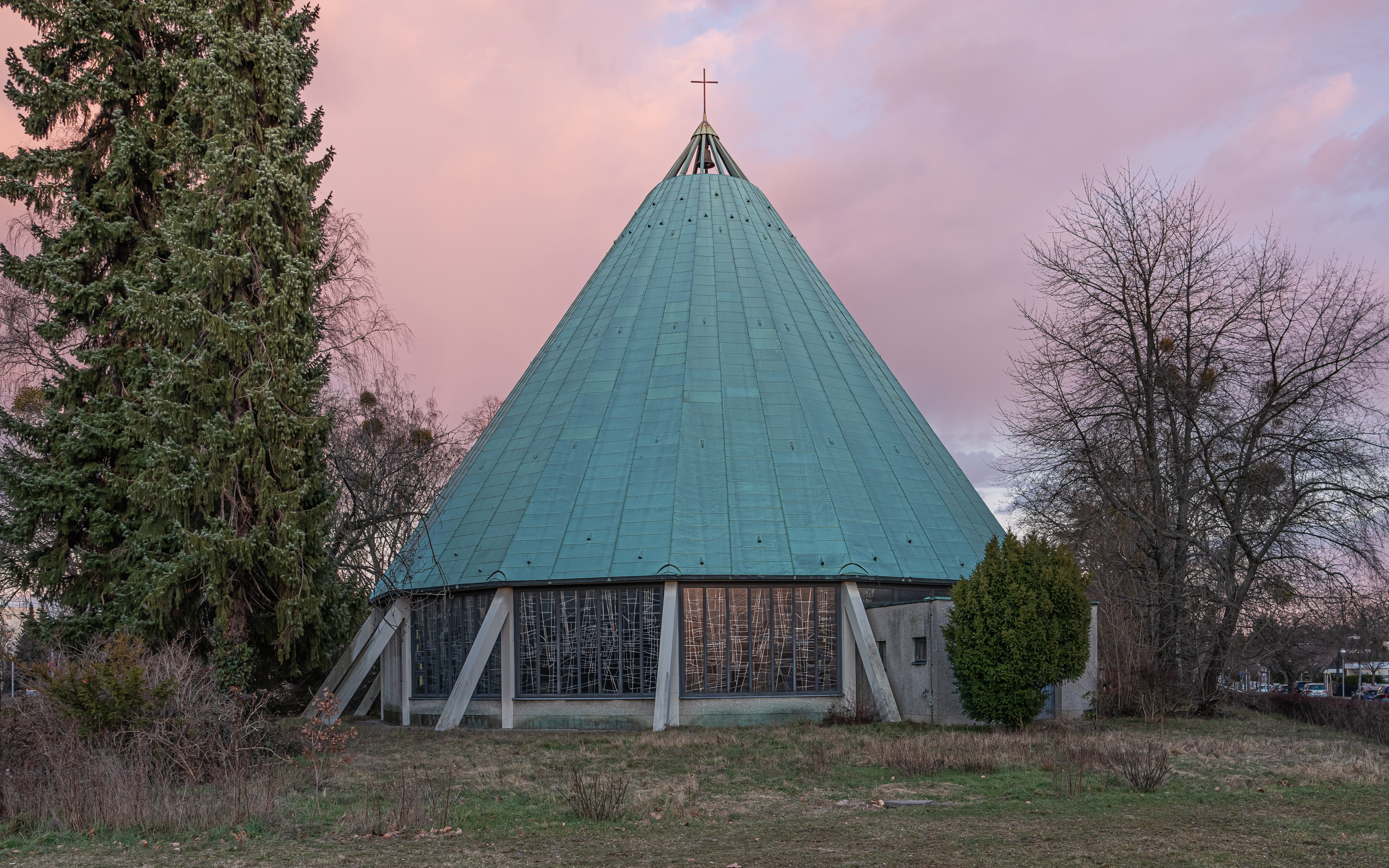
Stephanuskirche
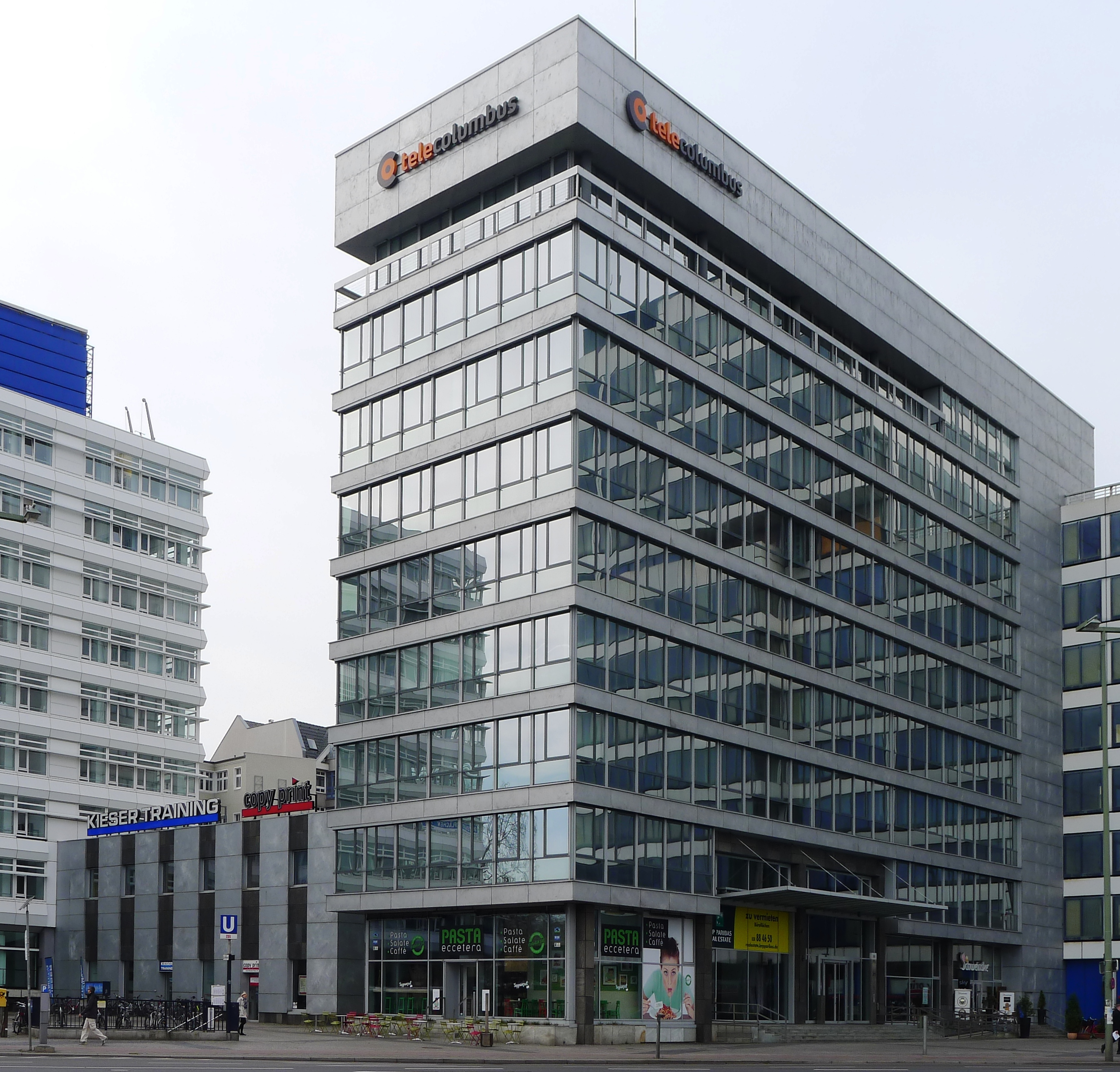
Raiffeisen-Haus